# Giuseppe Pozzobonelli
Giuseppe Pozzobonelli (Milão, 11 de agosto de 1696 - Milão, 27 de abril de 1783) foi um cardeal do século XVIII

## Biografia
Nasceu em Milão em 11 de agosto de 1696. De família patrícia. Filho de Marchis Francesco Pozzobonelli e Camilla Dardanoni, de família nobre. Ele foi batizado na igreja de S. Giorgio al Palazzo, onde ainda está preservado o túmulo de seu irmão Gerolamo. Ele tinha três irmãs; uma delas era freira no mosteiro de S. Maria alla Vetabbia. Sua mãe morreu quando ele era criança. Seu sobrenome também está listado como Puteobonellus; e como Pozzo Bonelli.
Estudos iniciais no Jesuit Collegio dei Nobili, Milão; depois, no Almo Collegio Borromeo, Milão; e mais tarde, na Universidade de Pavia, onde se doutorou in utroque iure, direito canônico e civil, em 5 de janeiro de 1722.
Ordenado em 23 de dezembro de 1730. Na arquidiocese de Milão, foi prefeito de seu clero; visitador de mosteiros; inspetor de estudos de seu seminário; conservador da Biblioteca Ambrosiana; cônego e decano do capítulo da catedral metropolitana. Vigário capitular pela morte do Cardeal Gaetano Stampa, arcebispo de Milão, ocorrido em 23 de dezembro de 1742
Eleito arcebispo de Milão em 15 de julho de 1743. Consagrada em 21 de julho de 1743, igreja de S. Carlo al Corso, Roma, pelo Papa Bento XIV, auxiliado por Antonio Maria Pallavicini, arcebispo titular de Naupactus, e por Carlo Alberto Guidoboni Cavalchini, arcebispo titular de Filippi.
Criado cardeal sacerdote no consistório de 9 de setembro de 1743; recebeu o chapéu vermelho em 12 de setembro de 1743; e o título de S. Maria in Via, em 23 de setembro de 1743. Ingressou solenemente na arquidiocese em 21 de junho de 1744, após ter prestado juramento de lealdade ao imperador. Participou do conclave de 1758, que elegeu o Papa Clemente XIII. Optou pelo título de S. Maria sopra Minerva, em 2 de agosto de 1758. Em 1769, tentou renunciar à sé de Milão, mas o Papa Clemente XIII pediu-lhe que ficasse e não expusesse a arquidiocese às grandes dificuldades de uma sucessão que cairia. sob a arbitrariedade do governo de Viena. Participou do conclave de 1769, que elegeu o Papa Clemente XIV. Optou pelo título de S. Lorenzo em Lucina, 28 de maio de 1770. Cardeal protoprete . Em 1770, apresentou novamente sua renúncia, desta vez à imperatriz Maria Teresa da Áustria, sugerindo o milanês Giovanni Archinto, arcebispo titular de Filippi, mordomo papal e prefeito do Palácio Apostólico, como seu sucessor, mas o monarca, que tinha grande estima para o cardeal, não aceitou. Condecorado com a grã-cruz da Ordem Austríaca de Sankt Stefan, 1771. Não participou do conclave de 1774-1775, que elegeu o Papa Pio VI.
Morreu em Milão em 27 de abril de 1783, de uma doença grave. Tendo sido previamente embalsamado, ele foi colocado em estado por vinte dias no arcebispado de Milão antes das exéquias; e enterrado na nave lateral esquerda, no pavimento em frente ao altar de S. Giuseppe, naquela catedral.